# Åbyfjorden
58°21′41.67″N 11°21′49.1″Ø / 58.3615750°N 11.363639°Ø
 For alternative betydninger, se Åbyfjorden (flertydig). (Se også artikler, som begynder med Åbyfjorden)
Åbyfjorden er en smal fjord med bratte granitbredder som ligger i Bohuslän i Sverige. Lige som som de andre fjorde i den vestsvenske skærgård skærer Åbyfjorden langt ind i landet i fra sydvest mod nordøst.
Fjorden skiller Sotenäset, (Sotenäs kommun), i nordvest fra Härnäset, (som er en del af Stångenäset, Lysekils kommun), i sydøst. Midt på den nordøstlige strand ligger herregården Åby säteri som i 1600-tallet tilhørte Margareta Huitfeldt, og hvor der siden 1990'erne har ligget dyreparken Nordens Ark.

## Galleri
- Åbyfjorden set fra bjerg ved Fågelviken.
- Sotenäsets kyst.